# Марк, Николай Фёдорович
Николай Фёдорович Марк (9 (21) мая 1848 г., Екатеринославская губерния — 13 (25) января 1899 г., Казань) — русский жандармский полковник, начальник Кутаисского, Казанского губернских жандармских управлений.

## Происхождение, образование
Н. Ф. Марк — уроженец Екатеринославской губернии, православного вероисповедания.
Общее образование получил в Екатеринославской классической мужской гимназии (курса не окончил), военное — в Елисаветградском кавалерийском юнкерском училище по 1-му разряду.

## Военная и жандармская служба
За время службы Н. Ф. Марк производился в следующие чины: нижний чин — с 3 (15) октября 1867 г., корнет — с 3 (15) ноября 1869 г., поручик — с 28 февраля (12 марта) 1871 г., штабс-ротмистр — с 30 августа (11 сентября) 1875 г., ротмистр — с 30 августа (11 сентября) 1878 г., майор — с 13 (25) февраля 1882 г., подполковник — с 6 (18) мая 1884 г., полковник — с 1 (13) апреля 1890 г.
В военных кампаниях не участвовал.
Являлся начальником Кутаисского губернского жандармского управления. Приказом по Отдельному корпусу жандармов (ОКЖ) от 14 (26) июля 1893 г. Н. Ф. Марк был назначен начальником Казанского губернского жандармского управления (КГЖУ).
5 (17) августа 1896 г. помощник шефа жандармов, генерал-лейтенант А. А. Фрезе произвёл инспекторский смотр КГЖУ. При этом за «отличное состояние во всех отношениях» вверенного Н. Ф. Марку управления последнему, штаб- и обер-офицерам КГЖУ А. А. Фрезе выразил «свою искреннюю признательность», а всем нижним чинам (и «особенно вахмистру Матвею Зотову») — «своё спасибо».

## Награды
По состоянию на декабрь 1898 г. — январь 1899 г. Н. Ф. Марк был награждён орденами: Святой Анны 3-й (1887 г.) и 2-й (14 /26/ мая 1896 г.) степеней и Святого Станислава 2-й степени (1893 г.), а также медалью «В память царствования в Бозе почивающего Императора Александра III» (1896 г.).

## Семья, дети
По состоянию на декабрь 1898 г. — январь 1899 г., Н. Ф. Марк был вдов, имел одного сына и двух дочерей (православного вероисповедания).

## Кончина, погребение
Скончался Н. Ф. Марк 13 (25) января 1899 г. в Казани. 15 (27) января 1899 г. он был похоронен на кладбище Казанского Спасо-Преображенского монастыря, находившегося на территории Казанского Кремля и разорённого в советское время.